# Volkswagen Eos
O Volkswagen Eos é um modelo conversível (pt. descapotável) com teto retrátil (pt. tejadilho articulado) rígido apresentado pela Volkswagen no IAA de 2005. Antes disso o modelo foi apresentado como o conceito Concept C no Salão de Genebra de 2004.
Este modelo foi fabricado em Portugal, em Palmela, na fábrica Autoeuropa até 2015.